# Karangasri
Karangasri is een bestuurslaag in het regentschap Ngawi van de provincie Oost-Java, Indonesië. Karangasri telt 7268 inwoners (volkstelling 2010).